# Colladonus mendica
Colladonus mendica är en insektsart som beskrevs av Ball 1902. Colladonus mendica ingår i släktet Colladonus och familjen dvärgstritar. Inga underarter finns listade i Catalogue of Life.